# Étienne III (évêque d'Auvergne)
Pour les articles homonymes, voir Étienne III.
Étienne III, en latin Stephanus, était un religieux du Moyen Âge qui fut évêque de Clermont au XIe siècle.

## Biographie
Il a succédé à Bégon et a été ordonné vers 1010. Il a été tué en 1013 alors qu'il allait voir sa tante Légarde.